# Sielnica
Sielnica je obec na Slovensku v okrese Zvolen. Žije zde přibližně 1 400 obyvatel. První písemná zmínka o obci pochází z roku 1250.